# Erythrolamprus perfuscus
Espèce
Synonymes
- Liophis perfuscus Cope, 1862

Statut de conservation UICN

EX : Éteint
Erythrolamprus perfuscus  est une espèce de serpents de la famille des Dipsadidae.

## Répartition
Cette espèce est endémique de la Barbade.

## Publication originale
- Cope, 1863 "1862"  : Synopsis of the species of Holcosus and Ameiva, with diagnoses of new West Indian and South American Colubridae. Proceedings of the Academy of Natural Sciences of Philadelphia, vol. 14, p. 60-82 (texte intégral).